# Jordan Mageo
Jordan Mageo (sinh ngày 6 tháng 1 năm 1997) là một vận động viên chạy nước rút người Samoa thuộc Mỹ. Cô đã tham dự Thế vận hội Mùa hè 2016 trong cuộc đua 100 mét nữ; thời gian 13,72 giây của cô trong vòng sơ khảo không đủ điều kiện cho cô vào vòng đầu tiên.